# تايلور (تكساس)
تايلور (بالإنجليزية: Taylor)‏ هي مدينة أمريكية تقع في ولاية تكساس.تبلغ مساحة هذه المدينة 35.1 (كم²)،ويبلغ عدد سكانها 15191 نسمة حسب إحصاء سنة 2010 م. تشير إحصاءات سنة 2000م بأن الكثافة السكانية في هذه المدينة تقدر بـ(387.3 (2000 census)) نسمة/كم2.

## التركيبة السكانية
حدّد مكتب تعداد الولايات المتحدة بيانات التركيبة السكانية لتايلور في تعداد الولايات المتحدة. في ما يلي، التركيبة السكانية حسب تعدادي 2000 و2010.

### تعداد عام 2000
بلغ عدد سكان تايلور 13,575 نسمة بحسب تعداد عام 2000، وبلغ عدد الأسر 4,730 أسرة وعدد العائلات 3,429 عائلة مقيمة في المدينة. في حين سجلت الكثافة السكانية 254.2 نسمة لكل كيلومتر مربع (658.4/ميل2). وبلغ عدد الوحدات السكنية 5,079 وحدة بمتوسط كثافة قدره 95.1 لكل كيلومتر مربع (246.3/ميل2).
وتوزع التركيب العرقي للمدينة بنسبة 67.86% من البيض و14.21% من الأمريكيين الأفارقة و0.52% من الأمريكيين الأصليين و0.34% من الأمريكيين ذوي الأصول الآسيوية و0.05% من سكان جزر المحيط الهادئ و14.97% من الأعراق الأخرى و2.06% من عرقين مختلطين أو أكثر و34.08% من الهسبانيون أو اللاتينيون من أي عرق.
بلغ عدد الأسر 4,730 أسرة كانت نسبة 41.6% منها لديها أطفال تحت سن الثامنة عشر تعيش معهم، وبلغت نسبة الأزواج القاطنين مع بعضهم البعض 52.6% من أصل المجموع الكلي للأسر، ونسبة 14.4% من الأسر كان لديها معيلات من الإناث دون وجود شريك، بينما كانت نسبة 5.5% من الأسر لديها معيلون من الذكور دون وجود شريكة وكانت نسبة 27.5% من غير العائلات. تألفت نسبة 23.5% من أصل جميع الأسر من عدة أفراد يعيشون في نفس المنزل ونسبة 12.4% كانت تتألف من شخص يعيش بمفرده يبلغ من العمر 65 عاماً أو أكثر. وبلغ متوسط حجم الأسرة المعيشية 2.74، أما متوسط حجم العائلات فبلغ 3.24.
بلغ العمر الوسطي للسكان 33.4 عاماً. وكانت نسبة 28.7% من القاطنين تحت سن الثامنة عشر، وكانت نسبة 8.2% بين الثامنة عشر والرابعة والعشرين عاماً، ونسبة 27.2% كانت واقعةً في الفئة العمرية ما بين الخامسة والعشرين والرابعة والأربعين عاماً، ونسبة 18.9% كانت ما بين الخامسة والأربعين والرابعة والستين، ونسبة 12.6% كانت ضمن فئة الخامسة والستين عاماً فما فوق. يوجد لكل 100 أنثى 93.1 ذكر، ويوجد لكل 100 أنثى في الثامنة عشر من عمرها فما فوق 88.2 ذكر.
بلغ متوسط دخل الأسرة في المدينة 38,549 دولارًا، أما متوسط دخل العائلة فبلغ 46,604 دولارًا. وكان متوسط دخل الذكور 31,124 دولارًا مقابل 25,042 دولارًا للإناث. وسجل دخل الفرد الخاص بالمدينة 16,683 دولارًا. وكانت نسبة 10.5% من العائلات ونسبة 14.2% من السكان تحت خط الفقر، وكان من هؤلاء نسبة 18.5% تحت سن الثامنة عشر ونسبة 11% في الخامسة والستين من العمر وما فوق.

### تعداد عام 2010
بلغ عدد سكان تايلور 15,191 نسمة بحسب تعداد عام 2010، وبلغ عدد الأسر 5,306 أسرة وعدد العائلات 3,760 عائلة مقيمة في المدينة. في حين سجلت الكثافة السكانية 284.5 نسمة لكل كيلومتر مربع (736.9/ميل2). وبلغ عدد الوحدات السكنية 5,990 وحدة بمتوسط كثافة قدره 112.2 لكل كيلومتر مربع (290.6/ميل2).
وتوزع التركيب العرقي للمدينة بنسبة 71.65% من البيض و10.23% من الأمريكيين الأفارقة و1.22% من الأمريكيين الأصليين و0.67% من الأمريكيين ذوي الأصول الآسيوية و0.08% من سكان جزر المحيط الهادئ و13.11% من الأعراق الأخرى و3.03% من عرقين مختلطين أو أكثر و42.78% من الهسبانيون أو اللاتينيون من أي عرق.
بلغ عدد الأسر 5,306 أسرة كانت نسبة 38.8% منها لديها أطفال تحت سن الثامنة عشر تعيش معهم، وبلغت نسبة الأزواج القاطنين مع بعضهم البعض 49.1% من أصل المجموع الكلي للأسر، ونسبة 15% من الأسر كان لديها معيلات من الإناث دون وجود شريك، بينما كانت نسبة 6.7% من الأسر لديها معيلون من الذكور دون وجود شريكة وكانت نسبة 29.1% من غير العائلات. تألفت نسبة 24.7% من أصل جميع الأسر من عدة أفراد يعيشون في نفس المنزل ونسبة 10.1% كانت تتألف من شخص يعيش بمفرده يبلغ من العمر 65 عاماً أو أكثر. وبلغ متوسط حجم الأسرة المعيشية 2.75، أما متوسط حجم العائلات فبلغ 3.27.
بلغ العمر الوسطي للسكان 34.4 عاماً. وكانت نسبة 27.5% من القاطنين تحت سن الثامنة عشر، وكانت نسبة 9.6% بين الثامنة عشر والرابعة والعشرين عاماً، ونسبة 26.8% كانت واقعةً في الفئة العمرية ما بين الخامسة والعشرين والرابعة والأربعين عاماً، ونسبة 24.3% كانت ما بين الخامسة والأربعين والرابعة والستين، ونسبة 11.9% كانت ضمن فئة الخامسة والستين عاماً فما فوق. وتوزع التركيب الجنسي للسكان بنسبة 47.2% ذكور و52.8% إناث.

## أعلام
- جيم جدعون
- سلون دوك
- مونرو سويني
- دان مودي
- ديبرا أرمسترونغ
- كي سي جونز